# Pippa Middleton
Pippa Middleton, właściwie Philippa Charlotte Middleton (ur. 6 września 1983 w Reading) – brytyjska celebrytka, młodsza  siostra Katarzyny, księżnej Walii

## Życiorys
Urodziła się jako drugie dziecko Michaela Middletona (ur. 1949) i jego żony Carole (z domu Goldsmith, ur. 1955). Rodzina jej ojca pochodzi z Leeds. Oprócz starszej siostry Katarzyny (ur. 1982), ma jeszcze brata Jamesa  (ur. 1987), który jest przedsiębiorcą.
Uczyła się w szkole w St. Andrews i Marlborough College. W okresie szkolnym należała do chóru i zespołu flecistek „Tootie-Flooties”, poza tym uczestniczyła w zawodach pływackich i była kapitanem żeńskiej drużyny hokejowej. Ukończyła studia na kierunku literatury angielskiej na Uniwersytecie w Edynburgu.
Pracowała w agencji eventowej Table Talk oraz w firmie Blue Strawberry zajmującej się planowaniem wesel, a także redagowała magazyn „Party Times” dostępny na stronie internetowej firmy jej rodziców – Party Pieces.
29 kwietnia 2011 była starszą druhną na ślubie swojej siostry i księcia Wilhelma, pierwszej osoby w kolejce do tronu Zjednoczonego Królestwa Wielkiej Brytanii i Irlandii Północnej. W kwietniu 2012 tygodnik Time umieścił ją, wraz z siostrą, na liście 100 najbardziej wpływowych osób świata. 
Uczestniczyła w wielu wydarzeniach sportowych, m.in. triathlonie GE Blenheim, zawodach Highland Cross i biegu narciarskim Vasaloppet Cross Country. Pod koniec 2012 wydała poradnik pt. „Celebrate” o organizowaniu przyjęć. Następnie została felietonistką w magazynie „Waitrose”. Angażowała się w liczne projekty charytatywne, m.in. zbierała pieniądze na rzecz fundacji „Magic Breakfast” podczas Basaloppet Cross Country oraz wsparła swoimi działaniami szkołę Mary Hare dla głuchoniemych dzieci w Berkshire.
Została sportretowana w serialu komediowym The Windsors; w rolę Pippy wcieliła się Morgana Robinson.

## Życie prywatne
W okresie studiów przez trzy lata była związana z Jonathanem Jardinem Patersonem, z którym rozstała się w 2007. Następnie spotykała się z bogaczami: Billym More’em Nisbettem, Simonem Youngmanem, Alexandrem Spencerem Churchillem, Alexem Loudonem i Nico Jacksonem.
W lipcu 2016 zaręczyła się z Jamesem Matthewsem, którego poślubiła 20 maja 2017 w St. Mark’s Church w Englefield w hrabstwie Berkshire. Mają syna Arthura Michaela Williama (ur. 2018) oraz córki: Grace Elizabeth Jane (ur. 2021) i Rose Louise Victorię (ur. 2022).